# Усадьба на Нагорной, 14
Усадьба на Нагорной у́лице, 14 (особняк провизора И. Ф. Савранского) — дом в кирпичном стиле раннего модерна, расположенный на территории бывшей усадьбы барона Воронцова, что на Татарке.
К учёту памятников градостроительства и архитектуры местного значення сооружение внесено приказом Главного управления охраны культурного наследия № 10/38-11 от 25 июня 2011 года.

## История участка

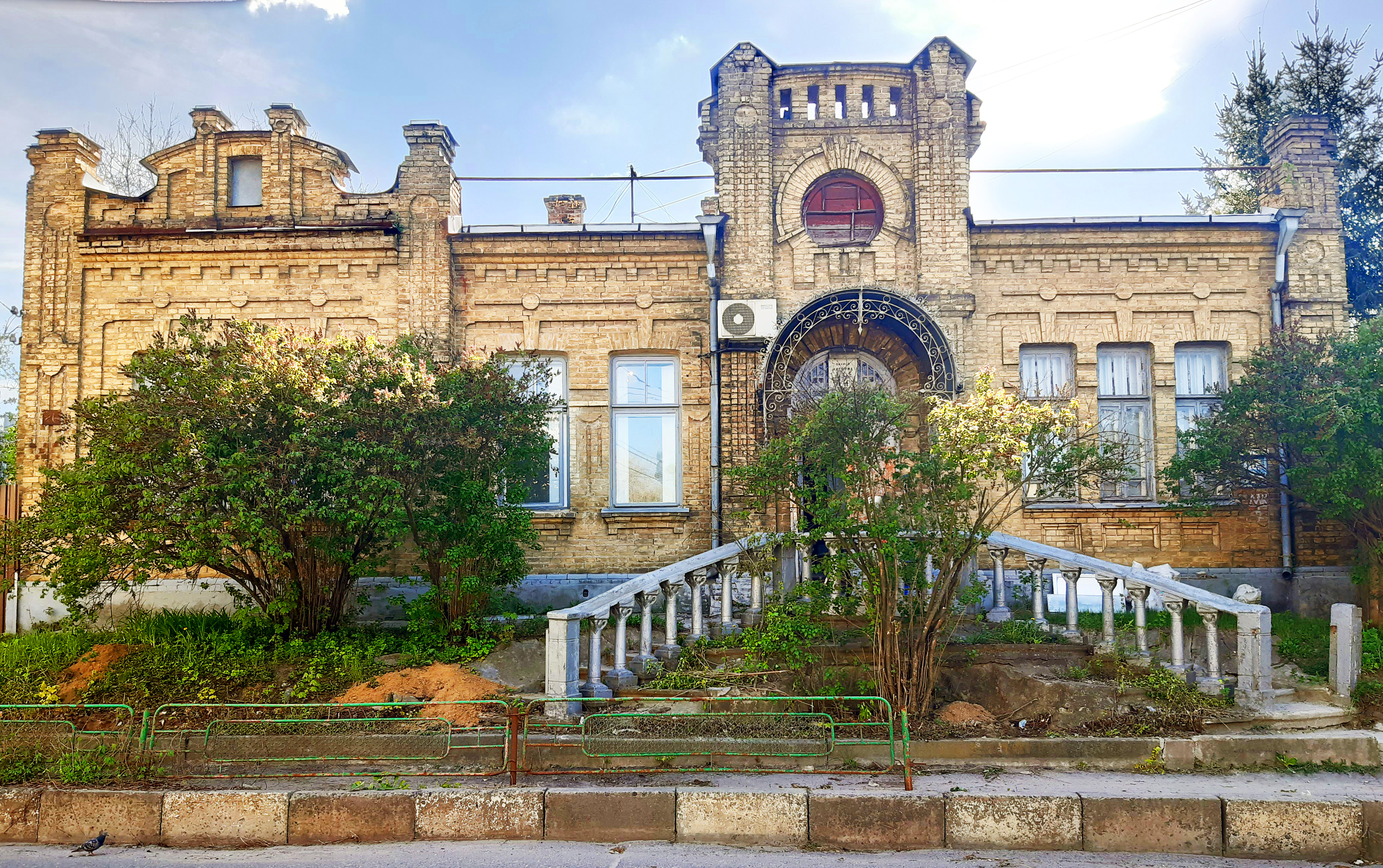

По состоянию на начало XX века участком на Нагорной улице, 14 владел Воронцов. О его имени напоминает тавро на дверях замка: «Придворные исполнители барона Б. В. Воронцова, рисунок заявленный».
По некоторым сведениям, особняк построил провизор И.Ф. Савранский.
С приходом большевиков в 1918 году усадьбу национализировали. В 1920-х годах здесь располагался детский дом.
В 1956 году дом передали в собственность профессору отоларингологу Мирославу Лукичу Саноцкому. После смерти собственника его потомки унаследовали замок и поделили на две квартиры.
В 2016 году усадьбу выставили на продажу за 770 000 долларов.

## Архитектура

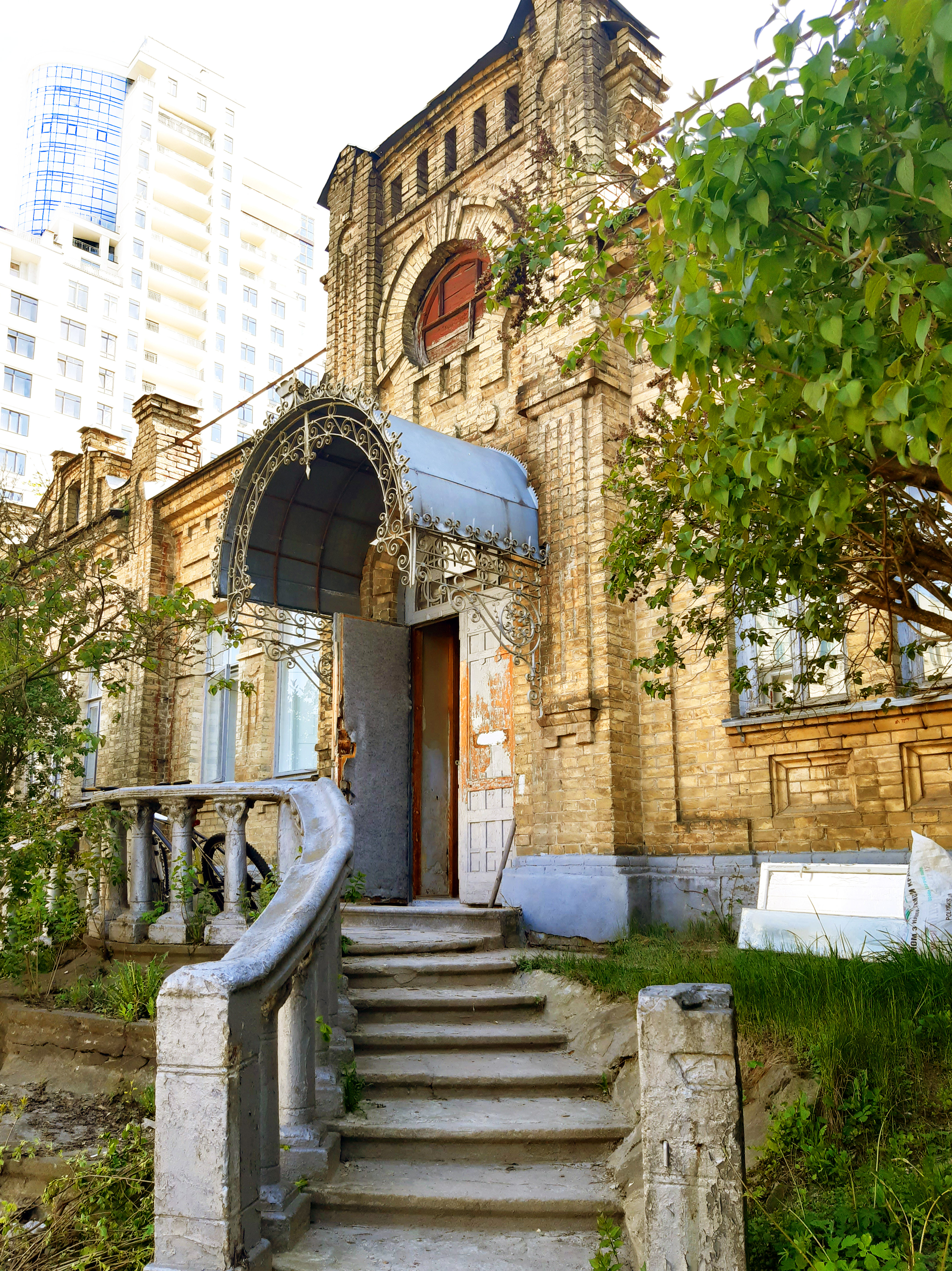
Парадный вход

Проект дома разработал киевский архитектор Николай Горденин.
Одноэтажный замок имеет подвал, вальмовую крышу, парадный и дворовой входы. В доме распланированы гостиная площадью свыше 31 м², пять жилых комнат, комната для прислуги, кухня и санитарный узел, общая площадь — 250 м².
Фасад дома выполнен в киевском жёлтом кирпиче, изготовленном на кирпичном заводе Ионы Мордковича Зайцева.
Асимметричный фасад разделён на плоскости лопатками с присущими для модерна тройными тягами.
К крыльцу ведут торжественные, как во дворцах, сходы с бетонными балясинами. Парадный вход акцентирован ризалитом. Высокий прямоугольный аттик над ним декорирован овальным модернистским окном-люкарной и подковоподобным наличником. Над дверьми — полуциркульный металлический навес на ажурных кронштейнах.
Удлинённые окна имеют едва закруглённые фрамужные части. Над левым трёхоконным ризалитом сперва предусматривался мезонин. Впоследствии его увенчали криволинейным фронтоном.
На территории усадьбы, площадью 20 соток, был сад и фонтан со скульптурой.

## В кино
В 1979 году в усадьбе снимали романтическую сцену во второй серии телефильма «Алые погоны» о судьбе воспитанников суворовского военного училища в годы Великой Отечественной войны. В картине хорошо видна парадная лестница с закруглённым началом.  